# Увильды (Аргаяшский район)
Увильды́ — посёлок в Аргаяшском районе Челябинской области России. Входит в состав Кузнецкого сельского поселения.
Расположен на берегу одноимённого озера.

## Население
| 2002 | 2010 |
| ---- | ---- |
| 753  | ↘577 |

По данным Всероссийской переписи, в 2010 году численность населения посёлка составляла 577 человек (254 мужчины и 323 женщины).

## Уличная сеть
Уличная сеть посёлка состоит из 17 улиц.

## Религия
В посёлке есть православная церковь Покрова Пресвятой Богородицы.